# لیون ور
لیون ور (انگلیسی: Leon Ware؛ زادهٔ ۱۶ فوریهٔ ۱۹۴۰ - درگذشته ۲۳ فوریه ۲۰۱۷) یک موسیقی‌دان اهل ایالات متحده آمریکا بود. وی از سال ۱۹۶۷ میلادی تا هنگام مرگ مشغول فعالیت بوده‌است. لیون ور در ۲۳ فوریه ۲۰۱۷ در سن ۷۷ سالگی درگذشت.